# Neotrichina elegans
Neotrichina elegans är en tvåvingeart som först beskrevs av Jacques-Marie-Frangile Bigot 1888.  Neotrichina elegans ingår i släktet Neotrichina och familjen puckeldansflugor. Inga underarter finns listade i Catalogue of Life.